# Procerocymbium
Procerocymbium là một chi nhện trong họ Linyphiidae.